# Chlorobaptella rufistrigalis
Chlorobaptella là một chi bướm đêm thuộc họ Crambidae. Chi này chỉ gồm một loài duy nhất, Chlorobaptella rufistrigalis, thường được tìm thấy ở Bắc Mỹ, từ California đến Nevada.